# 克利普豪森
克利普豪森（德語：Klipphausen）是德国萨克森州的一个市镇，隶属于迈森县。总面积为111.67平方千米，截至2020年总人口为10349人。